# Joseph Kabila
Joseph Kabila Kabange (ur. 4 czerwca 1971 w Fizi, Kiwu Południowe) – kongijski wojskowy i polityk, od 17 stycznia 2001 do 24 stycznia 2019 prezydent Demokratycznej Republiki Konga.

## Życiorys
Urodził się w prowincji Katanga. Jest najstarszym spośród dziesięciorga dzieci Laurenta Kabili. W młodym wieku nauczył się biegle mówić w suahili i po angielsku (zna ponadto język francuski), co umożliwiło mu uczęszczanie do szkoły w Tanzanii. Przyjął edukację utrzymaną w brytyjskim stylu. Po ukończeniu szkoły średniej odbył trzyletnią służbę wojskową w Rwandzie. W 1995 roku kontynuował naukę na Uniwersytecie Makerere. Wziął udział w antyrządowej rebelii, która wyniosła do władzy jego rodzinę. Po tym, gdy w 1997 roku rządy objął Laurent-Désiré Kabila, Joseph na polecenie ojca udał się na szkolenie wojskowe do Chin. Po powrocie przyznano mu stopień generała majora i szefa sił zbrojnych. W 1998 roku brał udział w walkach z siłami Ugandy i Rwandy, które zbrojnie interweniowały w trwającą w kraju wojnę domową.
Pełnienie obowiązków prezydenta rozpoczął 17 stycznia 2001, dzień po śmierci ojca, zabitego przez żołnierza z gwardii przybocznej. 26 stycznia tego samego roku jego prezydenturę zatwierdził parlament. 29-letni Kabila stał się tym samym najmłodszą głową państwa w ówczesnym świecie. 
W grudniu 2002 roku podpisał z antyrządowymi rebeliantami umowę kończącą wojnę domową. 
Zyskał reelekcję po wyborach w 2006 i 2011 roku. W sierpniu 2018 roku ogłosił, że nie będzie ubiegał się o reelekcję w wyborach powszechnych zaplanowanych na grudzień tego samego roku. 